# Хранитель (фильм, 2004)
«Хранитель» (англ. The Keeper) — фильм 2004 года с Деннисом Хоппером в главной роли о полицейском, страдающем психическими заболеваниями после тяжёлого детства. Теглайн фильма: «Life has rules» («Жизнь имеет правила»).

## Сюжет
Джина (Азия Ардженто) — танцовщица в ночном клубе, и её парень подвергаются нападению в мотеле. Молодого человека убивают, но Джине удается спастись. Она решает уехать из города и начать новую жизнь, но шериф (Деннис Хоппер), вызвавшийся её подвезти, усыпляет её, отвозит в свой загородный дом и запирает в тюремной камере, устроенной в подвале этого дома. Теперь главной её задачей становится получение баллов за «правильные» поступки. За получение некоторого количества баллов она получает некоторые сюрпризы.
В городе шериф ведет пропаганду здорового образа жизни, выступая перед детьми с кукольными представлениями, в которых «шериф Рокко» борется с наркотиками и плохими парнями. И только помощник шерифа беспокоится о пропаже Джины и продолжает её поиски…

## В ролях
| Актёр         | Роль          |
| ------------- | ------------- |
| Деннис Хоппер | Кребс         |
| Азия Ардженто | Джина         |
| Хелен Шейвер  | Рути          |
| Лохлин Манро  | сержант Барнс |
| Алекс Захара  | Дерик         |
| Фред Китинг   | Уотсон        |